# Matipuhy-Nahukua
I Matipuhy-Nahukua sono un gruppo etnico del Brasile che ha una popolazione stimata in circa 109 individui. Parlano la lingua Matipuhy (D:Nahukua-MZO02) e sono principalmente di fede animista.
Sono correlati ai Matipuhy, con i quali condividono la lingua anche se sono differenti a livello etnico. Nomi alternativi: Nahukwá, Nahucua, Nafuqua, Nafukuá, Nahuquá, Nahukuá, Nauquá, Anaukuá, Anauquá, Matipu Nahuqua, Nafukwá.

## Storia
La gente Nahukuá venne contattata per la prima volta da esploratori tedeschi nel tardo XIV secolo, e vennero considerati inizialmente come parte di due altre tribù della regione, i Kalapalo e i Kuikuro. Altri esploratori, condotti da un uomo chiamato Max Schmidt, in seguito spiegaron che questi indigeni erano immigrati nella regione, in quanto la loro cultura era associata con la gente Caribe della regione sud-ovest della Guyana.
Gli esploratori notarono che i Nahukuá vivevano in diversi villaggi lungo i fiumi Kurisevo e Kuluene. Negli anni '40, comunque, la popolazione dei Nahukuá si ridusse a solo 28 individui. La popolazione crebbe ancora negli anni successivi ma venne di nuovo decimata negli anni '50 a causa di una epidemia di morbillo. Nel 1954 alcuni credettero che i Nahukuá si fossero estinti. Ad un certo punto nel 1948 i Nahukuá rimasti abbandonarono il proprio villaggio. Negli anni '60 gli indigeni fondarono un nuovo villaggio in un punto vicino alla zona dei Kalapalo. Anche questo villaggio venne in seguito abbandonato, a causa di superstizioni riguardanti un omicidio, che i Nahukuá attribuirono a qualcosa di magico.
Nel 1977, un nuovo villaggio Nahukuá venne costruito presso i margini del fiume Kuluene. La popolazione Nahukuá iniziò ad aumentare grazie all'introduzione di cure mediche appropriate.